# Al-Khazin
Abū Ja'far al-Khāzin (sau Al Hazin, pe numele complet: Abu Jafar Muhammad ibn Hasan Khazini (900 - 971) a fost un astronom și matematician persan din Khorasan.
A adus contribuții în domeniul astronomiei și teoriei numerelor.
A dat o rezolvare problemei lui Arhimede privind secțiunea unei sfere printr-un plan, astfel încât volumele celor două porțiuni formate să fie într-un raport dat, pe care Al-Khazin a rezolvat-o cu ajutorul secțiunilor conice.
De asemenea, a rezolvat o ecuație cubică propusă de Al-Mahani.
A comentat cartea a X-a din Elementele lui Euclid și alte lucrări de matematică și astronomie.
1. 1 2 3  MacTutor History of Mathematics archive
2. ↑  Complete Dictionary of Scientific Biography[*] Verificați valoarea |titlelink= (ajutor)